# 国家風景区
国家風景区（こっかふうけいく、中国語: 國家風景區}）、または国家級風景特定区は、中華民国（台湾）の交通部観光署が観光発展条例第10条に基づいて指定し、1つまたは複数の特色と機能を兼ね備え、国家（中央政府）が関係当局と協議するなど必要な手続きを経て、公告により指定する重要な景勝地・名勝を指す。 各国家風景区には管理単位である管理事務所が置かれ、交通部観光局が管轄している。 国家風景区以外に、各自治体の市や県が管轄する風景区があり、各自治体の観光当局が計画・決定している。
法律上の名称は「国家級風景特定区」であるが、交通部観光局ではこの名称を使わず、より簡潔な「国家風景区」を使用し、これに基づいて「国家風景区管理組織綱要」が制定され、国家風景区の全管理単位の法律上の名称となっている。 そのため、「国家風景区」は「国家風景区」の短縮形ではなく、もう一つの正式な法的名称とみなすことができる。
現在、台湾には13の国家風景区があり、最も古い国家風景区は1984年に設立された東北角国家風景区で、最も新しい国家風景区は2005年に設立されたシラヤ国家風景区である。

## 国家風景区の一覧
北台湾
1. 東北角・宜蘭海岸国家風景区[注 1]
2. 北海岸・観音山国家風景区

中台湾
1. 参山国家風景区（獅頭山、梨山、八卦山（中国語版））
2. 日月潭国家風景区（日月潭）

南台湾
1. 阿里山国家風景区（阿里山）
2. 雲嘉南浜海国家風景区
3. シラヤ国家風景区（シラヤ：関子嶺、烏山頭ダム、虎頭埤（中国語版）、曽文ダム、左鎮）
4. 茂林国家風景区
5. 大鵬湾国家風景区（大鵬湾（中国語版）、小琉球）

東台湾
1. 東部海岸国家風景区（花東海岸、緑島）
2. 花東縦谷国家風景区

離島地区
1. 澎湖国家風景区
2. 馬祖国家風景区

## 参照項目
- 台湾の地理
- 台湾の国立公園
- 中華人民共和国国家級風景名勝区
- 中華人民共和国の国立公園

## 注
1. ↑  原名は「東北角海岸国家風景区」であったが、2007年11月17日起延伸至宜蘭浜海地区を加えて「東北角・宜蘭海岸国家風景区」と改名[1]。